# Castellot d'Avinyonet
Castellot d'Avinyonet és una torre del municipi d'Avinyonet de Puigventós inclosa en l'Inventari del Patrimoni Arquitectònic de Catalunya.

## Descripció
Torre de planta circular els murs de la qual no sobresurten més de quaranta centímetres en l'actualitat. Està formada per grans pedres sense treballar i unides entre si per argamassa. Es podria tractar d'una torre de guaita d'època romana o bé formés part d'una torre de vigilància propera al castell medieval.